# جامعة سنجان الزراعية
جامعة سنجان الزراعية (بالأويغورية: شىنجاڭ يېزائېگىلىك ئۇنىۋېرسىتېتى)‏) هي مؤسسة تعليم عالي في أورومتشي عاصمة إقليم سنجان في الصين. وهي متخصصة في الدورات والبحوث المتعلقة بالزراعة.

## التاريخ
تأسست في 1 أغسطس عام 1952 من قبل وانغ تشن قائد جيش التحرير الشعبى الصينى في عهد ماو تسي تونغ وتشو ان لاى. تم بنائه على موقع مدرسة مشاة لجيش التحرير الشعبى الصينى. تم تغيير اسمها إلى جامعة سنجان الزراعية في 21 أبريل 1995.

## الممتلكات
حرم الجامعة يغطي مساحة 1496 فدان. ولها حديقة واسعة وكبيرة. بالإضافة إلى ذلك، تمتلك الجامعة مزرعتين لتعليم الطلاب، تغطي الأولى مساحة 2,755,800 متر مربع، وتغطي الأخرى أكثر من 4600 متر مربع.

## الأقسام
- قسم الزراعة
- قسم علوم الحيوان
- قسم الري والهندسة المدنية
- قسم علوم التغذية والطب البطري
- قسم الحاسبات والمعلومات
- قسم الهندسة الكيميائية
- قسم الرياضيات
- قسم الاقتصاد والتجارة
- قسم علوم الإدارة
- قسم دراسة اللغة الصينية
- قسم دراسة اللغات الأجنبية[4]